# 2362 Mark Twain
2362 Mark Twain (1976 SH2) là một tiểu hành tinh vành đai chính được phát hiện ngày 24 tháng 9 năm 1976 bởi N. Chernykh ở Nauchnyj. Nó được đặt theo tên a famous American writer và author Mark Twain.